# 2-га гірсько-піхотна дивізія (Третій Рейх)
2-га гірсько-піхотна дивізія (Третій Рейх) (нім. 2. Gebirgs-Division) — гірсько-піхотна дивізія Вермахту за часів Другої світової війни.

## Історія
2-га гірсько-піхотна дивізія була сформована 23 жовтня 1940 в Інсбруці у XVIII-му військовому окрузі (нім. Wehrkreis XVIII). Дивізія сформована на базі австрійських 6-ї піхотної дивізії та 8-ї бригади після аншлюсу Австрії.

## Райони бойових дій
- Німеччина (квітень 1938 — вересень 1939);
- Польща (вересень — грудень 1939);
- Німеччина (грудень 1939 — квітень 1940);
- Норвегія (квітень — грудень 1940);
- Лапландія (січень — червень 1941);
- СРСР (Заполяр'я) (червень — листопад 1941);
- Лапландія (листопад 1941 — жовтень 1944);
- Норвегія (жовтень — грудень 1944);
- Данія (січень 1945);
- Німеччина (січень — травень 1945).

## Командування

### Командири
- генерал-майор, з 1 червня 1939 генерал-лейтенант Валентін Фойрштайн (нім. Valentin Feurstein) (1 квітня 1938 — 4 березня 1941);
- генерал-лейтенант Ернст Шлеммер (нім. Ernst Schlemmer) (8 березня 1941 — 1 січня 1942);
- оберст, з 1 квітня 1942 генерал-майор, з 21 січня 1943 генерал-лейтенант Георг Ріттер фон Генгль (нім. Georg Ritter von Hengl) (1 січня 1942 — 1 жовтня 1943);
- генерал-лейтенант Ганс Деген (нім. Hans Degen) (1 жовтня 1943 — 6 лютого 1945);
- оберст Ганс Рошманн (нім. Hans Roschmann) (6 — 9 лютого 1945);
- генерал-лейтенант Віллібальд Уц (нім. Willibald Utz) (9 лютого — 8 травня 1945).

## Нагороджені дивізії
Нагороджені дивізії
|  | Кавалери Золотого Німецького Хреста                                                                        | 20 |
|  | Категорія:Кавалери Лицарського хреста Залізного хреста                                                     | 7  |
|  | Кавалери Почесної відзнаки сухопутних військ «Почесна застібка на орденську стрічку для Сухопутних військ» | 2  |
|  | Кавалери ордену Хрест Свободи І-го ступеня з мечами (Фінляндія)                                            | 3  |

- Нагороджені Сертифікатом Пошани Головнокомандувача Сухопутних військ за збитий літак противника (2)